# Stoner Kings

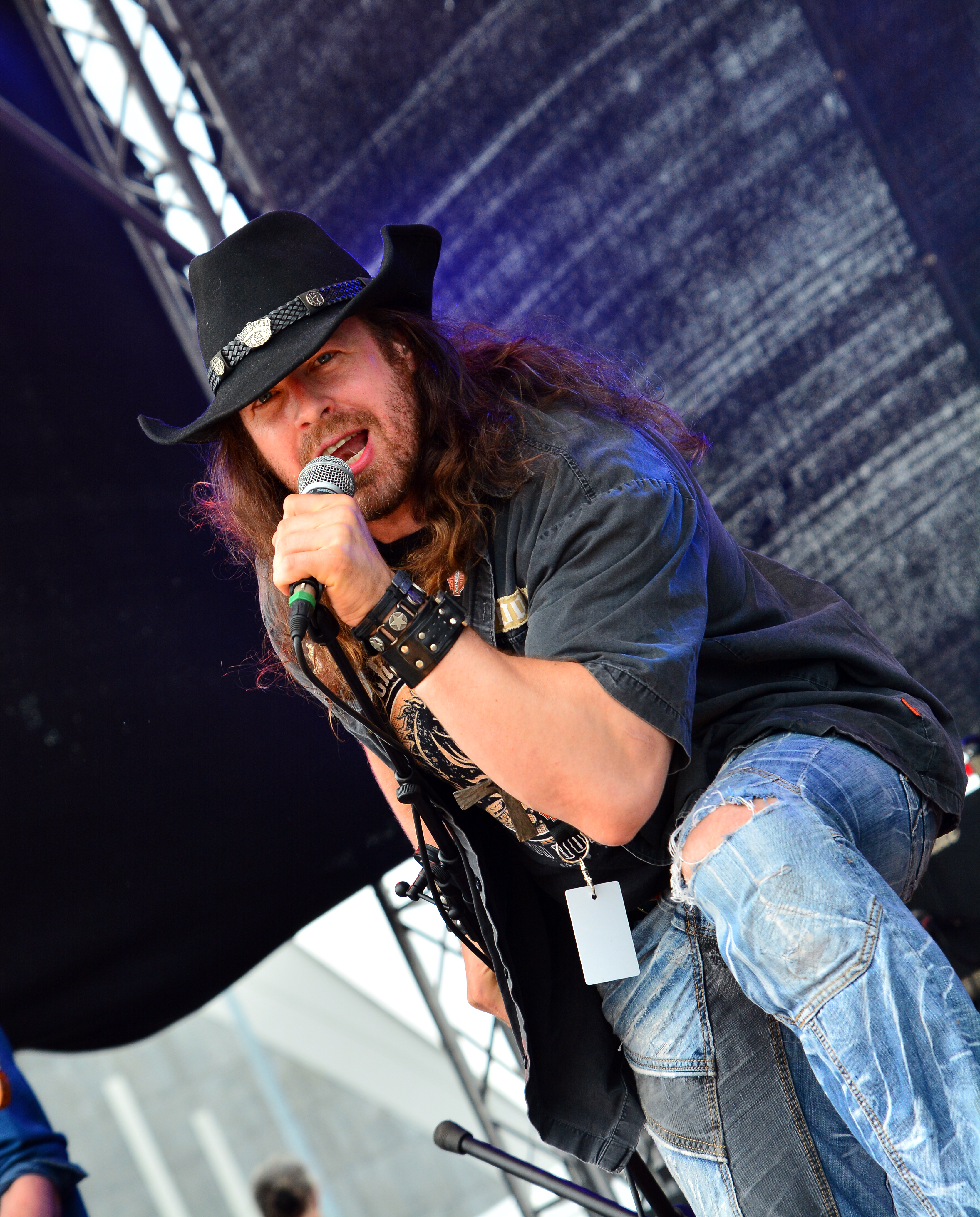
Michael „StarBuck“ Majalahti bei den Hamburg Harley Days 2015

Die Stoner Kings sind eine Stoner-Rock-Band aus der mittelfinnischen Universitätsstadt Jyväskylä.

## Geschichte
Die Band wurde im Jahr 2000 vom kanadischen Sänger Starbuck gegründet, der zuvor als Wrestler in England aktiv war. Das Debütalbum Brimstone Blues erschien Anfang 2002 auf dem bandeigenen Label Rebel Breed Recordings und wurde im Sommer 2002 von Massacre Records neu veröffentlicht. Das Musikmagazin Visions bezeichnete die Musik als „dreckigen Bastard“ aus „Stoner, Metal und Rock“.
Auf dem zweiten Album Fuck the World von 2006, bislang ausschließlich auf Rebel Breed Recordings erschienen, arbeitete die Band mit einer Reihe von Gastsängern, darunter Pasi Rantanen von Thunderstone, Marco Hietala von Nightwish und der vormaligen Lullacry-Sängerin Tanya Kemppainen.

## Diskografie
Studioalben
- 2001: Brimstone Blues (Rebel Breed Recordings)
- 2002: Brimstone Blues (Wiederveröffentlichung, Massacre Records)
- 2006: Fuck the World (Rebel Breed Recordings)